# ジョニー吉長
ジョニー 吉長（ジョニー よしなが、本名：吉長 信喜（よしなが のぶき）、1949年3月21日 - 2012年6月4日）は、日本のドラマー。福岡県小倉市（現北九州市小倉北区または小倉南区）出身。

## 略歴
元妻は歌手の金子マリ（1999年離婚）であり、金子マリと結婚していた当時は、私生児で無戸籍だったことから、金子姓を名乗っていた。息子は、ドラマー兼俳優の金子ノブアキとベーシストのKenKen。
俳優としてドラマ『二千年の恋』や映画『ラストシーン』、テレビコマーシャルやファッションショーにも出演した。
2012年6月4日、肺炎のため死去。63歳没。

## 経歴

### ミュージシャン
- 1965年、神戸でブルースロックバンド「ザ・チェックメイツ」にボーカルとして参加。（ジョニー・レイズリー名義）
- 1968年、東京へ移り、ジョー山中も在籍したバンド「カーニバルス」に加入。この時ドラムに転向する。(ジョニー・レイズ名義。1972年に解散）
- 1972年、バンド「イエロー」結成。
- 1973年、左とん平の、ミッキー・カーチスプロデュースの『とん平のヘイ・ユウ・ブルース』でドラムを担当。人生初のレコーディング
- 1974年、泉谷しげるの『眠れない夜』でドラムを担当。演奏はイエロー。同曲はイエローもカバーしシングル盤をリリース
- 1975年、イエローは『yellow』、LIVE盤『Vibration』の2枚のアルバムをリリースし解散。アメリカ西海岸に渡る。
- 1977年、1stソロアルバム『ジョニー』をリリース。
- 1978年、Char、加部正義とともにバンド「ジョニー・ルイス&チャー」を結成。（1982年にピンククラウドと改名）
  - 「金子マリ&バックスバニー」に2代目ドラマーとして参加。
- 1979年、金子マリ&バックスバニー解散。
  - 4月、ソロアルバム『ジョニー・オン・マイ・マインド』をリリース。
  - 10月、『スカイ・ジュース（ジョギング・スタッフ）』をリリース。
- 1994年、ソロアルバム『JRSM（ジュラズム）』をリリース。
- 1999年、ジョー山中と「JJプロジェクト」を結成。
- 2005年、ソロアルバム『Back on move』と、『Vintage』 (2CD+DVD)をリリース。
  - 加納秀人、FUKUSHINと「JFK」を結成。
  - 大腿部などの3度の骨折のため、音楽活動を休止。
- 2007年 
  - 3月、GrounWide Super Live Vol.5 "J-58 Partyにてルイズルイス加部/CharとSilver Cloudとして出演。
  - 5月、バンドJFKのアルバム『JFK』リリース。
- 2008年、鮫島秀樹、西山毅と「J-N-S」としてライブ活動。
- 2009年、「座して還暦」と題し鮫島秀樹、原田喧太と還暦全国ツアーを行う。
- 2010年、活動の幅を広げ李世福コネクションへ参加。
  - 西山毅/満園庄太郎とのJOHNNY吉長&friends、旧友、エディ藩/ミッキー吉野/ルイズルイス加部とのSILVER CUPS、桑名正博/鮫島秀樹/原田喧太とのFlower Powerとしても活動。

### 俳優
- 2000年1月10日から3月20日、フジテレビ系月9ドラマ『二千年の恋』（中山美穂/金城武/主演）に金城武の父親役として出演。
- 2002年、映画「ラストシーン」では銀幕といわれた映画黄金期のスター俳優役として準主役を演じている。
- 2010年4月、代々木体育館にて開催された山本耀司のファッションショー「TOKYO DANDY」に参加。その様子がファッション情報誌「WWD」の表紙を飾る。
  - 6月、映画「瞬 またたき」（北川景子主演）で入院中のミュージシャンとして出演
- 2011年10月18日から12月20日 NHKよる★ドラ『ビターシュガー』に土方役として出演。

- その他、テレビコマーシャルにも起用される。